# Iscayachi
Iscayachi es una localidad de Bolivia, ubicada en el sur del país. Administrativamente se encuentra en el municipio de El Puente de la provincia de Méndez en el departamento de Tarija.
La localidad se encuentra a una altitud de 3.432 m s. n. m. en la Reserva biológica de la Cordillera de Sama, al este de la Cordillera de Sama que corre de norte a sur. Cada año en el mes de abril se realiza en Iscayachi la Feria Anual de la Papa.

## Geografía
Iscayachi está ubicado en la parte sureste de la meseta árida del Altiplano boliviano. Pertenece a la ecorregión de los bosques secos montanos bolivianos. Debido a la ubicación interior, el clima es fresco y seco y se caracteriza por un clima diurno típico en el que las fluctuaciones de temperatura media entre el día y la noche suelen ser significativamente mayores que las fluctuaciones estacionales.
La temperatura media anual es de 11 °C (ver diagrama climático Yunchará) y fluctúa levemente entre unos buenos 6 °C en junio/julio y unos buenos 14 °C de noviembre a marzo. La precipitación anual es de poco menos de 400 mm, con una estación seca pronunciada de abril a octubre con una precipitación mensual inferior a 15 mm, y una estación húmeda de diciembre a febrero con 80-95 mm de precipitación mensual.

## Demografía
La población de la localidad ha aumentado casi a la mitad en las últimas dos décadas:
| Año  | Habitantes | Fuente |
| ---- | ---------- | ------ |
| 1992 | 501        | Censo  |
| 2001 | 621        | Censo  |
| 2012 | 730        | Censo  |

## Transporte
Iscayachi se encuentra a 60 kilómetros por carretera al oeste de Tarija, capital del departamento del mismo nombre.
Desde Tarija, la ruta troncal Ruta 1 se dirige hacia el norte, atravesando la Cordillera de Sama en dirección noroeste y continuando por el pueblo de San Lorencito hacia Camargo, Padcoyo y Potosí. En San Lorencito, un camino vecinal sin pavimentar se bifurca en dirección sur y llega a Iscayachi después de otros once kilómetros. Desde allí el camino continúa hacia el sur, cruzando la Pampa de Tajzara con los salares Laguna Tajzara y Laguna Grande, y al sur de la Laguna Grande, luego gira hacia el oeste y vía Yunchará llega a la Ruta 14, que va desde Villazón en la frontera con Argentina hasta la capital provincial, Tupiza, y luego a Potosí.